# Nostima nitidigaster
Nostima nitidigaster är en tvåvingeart som beskrevs av Cresson 1947. Nostima nitidigaster ingår i släktet Nostima och familjen vattenflugor.
Artens utbredningsområde är Peru. Inga underarter finns listade i Catalogue of Life.